# Paul Boucherot

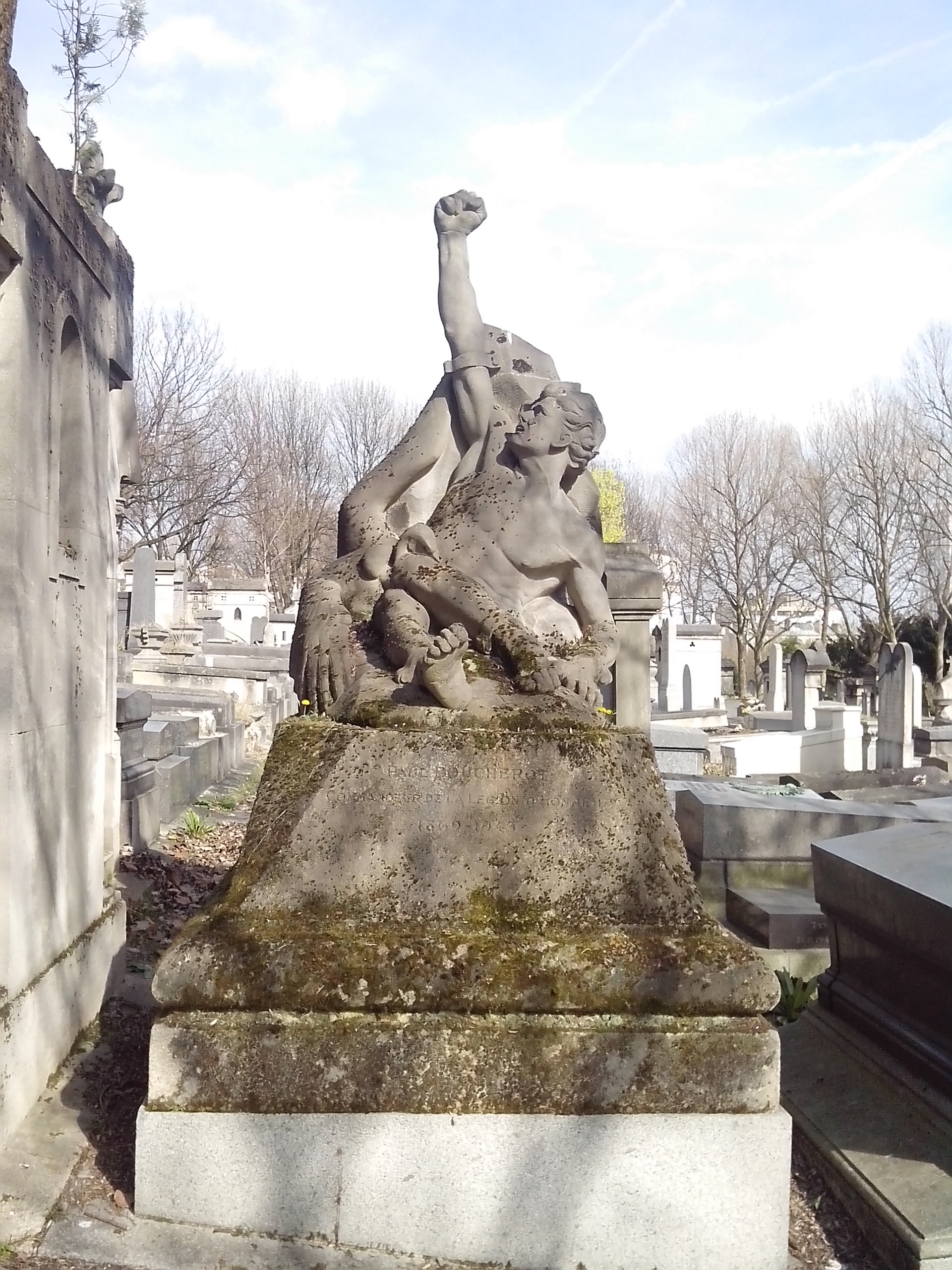
La tomba di Boucherot al Cimitero di Père-Lachaise, Parigi, che raffigura la punizione di Prometeo per aver fornito il potere del fuoco all'umanità

Paul Marie Joachim Boucherot (Parigi, 3 ottobre 1869 – Ardentes, 20 febbraio 1943) è stato un ingegnere francese specializzato nei sistemi polifase, divenuto famoso per aver elaborato il teorema di Boucherot.

## Biografia
Laureatosi nel 1888 (4ª promozione) presso l'École Supérieure de Physique et de Chimie Industrielles della città di Parigi (ESPCI Paris), inventò la distribuzione elettrica a corrente costante, condusse studi sul collegamento degli alternatori, sull'autoinduzione e sull'utilizzo dell'energia elettrica insieme a Georges Claude.
Paul Boucherot insegnò anche elettrotecnica presso Supélec e l'École Supérieure de Physique et de Chimie Industrielles a Parigi, e fu elevato al rango di Commendatore della Legion d'Onore. L'Accademia francese delle scienze gli assegnò il Prix Gaston Planté per l'anno 1901.
Durante la Prima guerra mondiale, contribuendo allo sforzo bellico, inventò un vibratore che emetteva nel suolo linee di campo elettrico, permettendo di trasmettere messaggi in codice Morse su distanze di diversi chilometri. Furono costruiti 14.000 apparati di "telegrafia attraverso il suolo" per gli eserciti alleati.
Negli anni 1912 e 1919, sotto la sua presidenza, si tenne a Parigi la sessione della Commissione elettrotecnica internazionale.
Giace sepolto nel cimitero di Père-Lachaise: la sua sepoltura (96ª divisione, sul bordo del viale trasversale n° 2) è notevole e rappresenta il mito di Prometeo.

## Motore asincrono
Boucherot si interessò all'uso di alimentazioni polifase per alimentare motori asincroni già nel 1894. Il motore asincrono con rotore a gabbia di scoiattolo fu inventato da Mikhail Dolivo-Dobrovolsky nel 1889 e venne prodotto industrialmente a partire dal 1891. Un problema delle macchine asincrone è che sono difficili da avviare. L'accoppiamento con il rotore è debole finché non inizia a muoversi e la corrente assorbita dal motore è elevata. Boucherot risolse questo problema con la sua scoperta del motore asincrono a doppia gabbia nel 1912. In realtà, Dolivo-Dobrovolsky aveva già inventato la doppia gabbia fin dal 1893, ma era stata da tempo dimenticata.

## Potenza reale e potenza apparente
La potenza apparente erogata da un generatore, calcolata tramite la semplice moltiplicazione tra tensione e corrente, è in generale superiore alla potenza effettiva (reale) erogata, misurata in base al lavoro svolto o al calore prodotto. Inoltre, la potenza apparente totale consumata da due circuiti diversi non coincide, in generale, con la loro somma aritmetica. Boucherot sviluppò un teorema che mette in relazione la potenza reale con quella apparente, introducendo un nuovo concetto: la potenza reattiva. Questa rappresenta l’energia immagazzinata nei campi elettrici e magnetici e non viene consumata; per tale motivo non rientra nel totale della potenza reale.
Il teorema di Boucherot afferma che la potenza reattiva totale può essere determinata tramite una somma aritmetica delle sue componenti, così come la potenza reale totale può essere ottenuta con una somma aritmetica delle singole potenze reali. Il quadrato della potenza apparente totale, invece, è pari alla somma del quadrato della potenza reale totale e del quadrato della potenza reattiva totale.
La potenza reattiva è indesiderabile negli impianti di generazione e trasmissione di energia elettrica, poiché comporta correnti maggiori del necessario e, di conseguenza, perdite superiori per le società di distribuzione. Dato che la potenza reattiva può essere sia positiva sia negativa, si è sviluppato il concetto di compensazione. Nella maggior parte dei casi, la potenza reattiva è di tipo induttivo e può quindi essere compensata mediante banchi di condensatori. Un circuito progettato a questo scopo è detto cella di Boucherot.
Il termine cella di Boucherot è talvolta utilizzato anche per indicare i circuiti impiegati nell’annullamento della componente reattiva del carico di un altoparlante, così come vista dall’amplificatore. Tuttavia, un termine più appropriato per questi circuiti è rete di Zobel. La cella di Boucherot, come originariamente concepita, funziona correttamente solo a una specifica frequenza (quella di alimentazione), mentre la compensazione dell’impedenza di un altoparlante deve operare su un ampio intervallo di frequenze. In realtà, però, nessuno dei due studiosi lavorò nel campo della riproduzione audio: l’attività di Otto Zobel era rivolta alle telecomunicazioni.

## Impianto di energia talassotermica

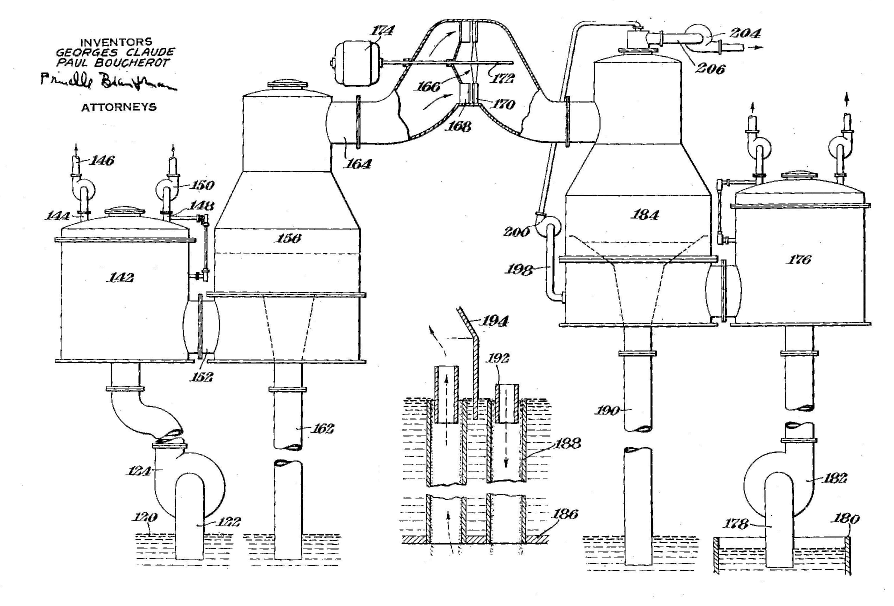
Il progetto degli anni '30 di Claude/Boucherot per una centrale di energia talassotermica.

L’idea di sfruttare il calore immagazzinato nell’acqua di mare tropicale per produrre energia, un concetto oggi noto come conversione dell’energia talassotermica, fu originariamente proposta da Jacques-Arsène d’Arsonval nel 1881. Tale tecnologia si basa sulla differenza di temperatura tra l’acqua calda superficiale e l’acqua fredda prelevata dalle profondità oceaniche.
Nel 1926, in collaborazione con Georges Claude, Boucherot realizzò un impianto sperimentale a terra a Cuba, con l’obiettivo di dimostrare la fattibilità del sistema. Il funzionamento si basava sulla decompressione dell’acqua calda in una camera a vuoto, che generava vapore a bassa pressione. Questo vapore veniva poi fatto passare attraverso una turbina, dove si condensava grazie all’azione dell’acqua fredda prelevata in profondità. Il sistema, noto come processo Claude-Boucherot, riuscì a produrre 22 kW di potenza, tuttavia tale produzione risultò inferiore al consumo necessario per il funzionamento dell’impianto stesso, impedendone la generazione netta di energia.
Claude e Boucherot ottennero numerosi brevetti relativi alla questa tecnologia e cercarono finanziamenti per la realizzazione di un impianto al largo su larga scala negli Stati Uniti, proponendolo come un’alternativa economica ai combustibili fossili. Tra i potenziali vantaggi del sistema venivano citati anche la possibilità di raffreddare zone subtropicali come la Florida e di utilizzare l’acqua dissalata prodotta come sottoprodotto per irrigazione e fertilizzazione dei terreni agricoli. Tuttavia, il progetto non trovò mai una concreta applicazione industriale e i successivi impianti sperimentali vennero distrutti da eventi climatici estremi, ponendo fine agli sviluppi immediati della tecnologia.